# Makak niedźwiedzi
Makak niedźwiedzi (Macaca arctoides) – gatunek ssaka naczelnego z podrodziny koczkodanów (Cercopithecinae) w obrębie rodziny koczkodanowatych (Cercopithecidae). 

## Taksonomia
Gatunek po raz pierwszy naukowo opisał w 1831 roku francuski zoolog Isidore Geoffroy Saint-Hilaire nadając mu nazwę Macacus arctoides. Miejsce typowe to „Kochinchina” (obecnie Nam Bộ), południowy Wietnam. Holotyp to zamontowana skóra (z znaturalizowanej pozycji), czaszka i niekompletny szkielet pozaczaszkowy dorosłego samca (sygnatura MNHN-ZM-2005-954) ze zbiorów Muzeum Historii Naturalnej w Paryżu; okaz zebrał w czerwcu 1822 roku Pierre Médard Diard.
M. arctoides należy do grupy gatunkowej arctoides (lub sinica-arctoides). Dowody morfologiczne (morfologia narządów płciowych, morfologia skóry samic i kolor skóry twarzy), wzorce zachowań kopulacyjnych, białka krwi i rozmieszczenie sugerują, że M. arctoides pochodzi z grupy gatunkowej sinica, a dokładniej od przodka podobnego do M. thibetana. Najprawdopodobniej takson ten powstał we wczesnym plejstocenie w procesie hybrydyzacji pomiędzy M. fascicularis (z którym ma podobne mtDNA) i M. assamensis/thibetana (podobny chromosom Y). Niektórzy autorzy rozpoznają podgatunki na podstawie różnic w umaszczeniu. 
Autorzy Illustrated Checklist of the Mammals of the World uznają ten takson za gatunek monotypowy.

### Etymologia
- Macaca: port. macaca, rodzaj żeński od macaco „małpa”; Palmer sugeruje że nazwa ta pochodzi od słowa Macaquo oznaczającego w Kongo makaka i zaadoptowaną przez Buffona w 1766 roku[21].
- arctoides: gr. αρκτος arktos „niedźwiedź”[22]; -οιδης -oidēs „przypominający”[23].

## Zasięg występowania
Makak niedźwiedzi występuje w południowej i południowo-wschodniej Azji, w północno-wschodnich Indiach na południe i wschód od rzeki Brahmaputra (Asam, Arunachal Pradesh, Meghalaya, Nagaland, Manipur, Mizoram i Tripura), w południowo-środkowej Chińskiej Republice Ludowej na południe od 25°N (Junnan, Kuejczou, Kuangsi i Guangdong), w północnej Mjanmie, w Bangladeszu, w Tajlandii, w Laosie, w Kambodży i północnej Malezji, gdzie mógł się rozprzestrzenić z południowej części Tajlandii jeszcze w 1959 roku; w Bangladeszu gatunek ten został już prawdopodobnie wytępiony, ostatnie obserwacje mały miejsce w 1982 i 1989 roku. Znane zapisy są obecnie skoncentrowane wzdłuż granic północnych i południowych, a w środkowym Indochinach występuje rzadko lub nie występuje tam, gdzie przeważają lasy liściaste. Introdukowany w Hongkongu.

## Morfologia
Długość ciała (bez ogona) samic 48,5–53 cm, samców 51,7–65 cm, długość ogona samic 1,7–6 cm, samców 1,7–8 cm; masa ciała samic 7,5–9,1 kg, samców 9,9–15,5 kg. Dymorfizm płciowy jest wyraźnie zaznaczony w wymiarach i masie ciała – samce są większe i cięższe od samic – oraz w dłuższych kłach u samców.

## Ekologia
Makaki niedźwiedzie żyją w gęstych lasach deszczowych. Są gatunkiem wszystkożernym, przy czym dominującym składnikiem ich diety są owoce. Prowadzą głównie naziemny tryb życia. Wspinają się na drzewa w poszukiwaniu owoców i w poczuciu zagrożenia. Są aktywne w ciągu dnia. Makaki niedźwiedzie są zwierzętami socjalnymi. Żyją w stadach złożonych z kilkudziesięciu osobników. Potrafią pływać. 

## Status zagrożenia
W Czerwonej księdze gatunków zagrożonych Międzynarodowej Unii Ochrony Przyrody i Jej Zasobów został zaliczony do kategorii VU (ang. vulnerable ‘narażony’).